# Eleições europeias de 2009 em Coimbra

## Resultados Oficiais
| Partido                 | Partido                        | Votos   | %               | +/-   |
| ----------------------- | ------------------------------ | ------- | --------------- | ----- |
|                         | Partido Social Democrata       | 14 396  | 28,22 / 100,00  | -     |
|                         | Partido Socialista             | 13 689  | 26,84 / 100,00  | 22,09 |
|                         | Bloco de Esquerda              | 7 529   | 14,76 / 100,00  | 7,34  |
|                         | Coligação Democrática Unitária | 5 663   | 11,10 / 100,00  | 2,43  |
|                         | Partido Popular                | 3 502   | 6,87 / 100,00   | -     |
|                         | Movimento Esperança Portugal   | 946     | 1,85 / 100,00   | Novo  |
|                         | PCTP/MRPP                      | 529     | 1,04 / 100,00   | 0,16  |
|                         | Outros                         | 1 058   | 2,07 / 100,00   |       |
| Votos Inválidos         | Votos Inválidos                | 3 695   | 7,25 / 100,00   | 3,10  |
| Total                   | Total                          | 51 007  | 100,00 / 100,00 |       |
| Eleitorado/Participação | Eleitorado/Participação        | 128 516 | 39,69 / 100,00  | 0,55  |

## Resultados por Freguesia
Os resultados seguintes referem-se aos partidos que obtiveram mais de 1,00% dos votos:
| Freguesia                 | %     | %     | %     | %     | %    | %    | %    | Votantes |
| Freguesia                 | PSD   | PS    | BE    | CDU   | CDS  | MEP  | PCTP | Votantes |
| ------------------------- | ----- | ----- | ----- | ----- | ---- | ---- | ---- | -------- |
| Almalaguês                | 23,66 | 30,94 | 13,60 | 12,74 | 4,79 | 0,96 | 1,25 | 1 044    |
| Ameal                     | 14,81 | 38,89 | 11,32 | 20,99 | 3,50 | 0,41 | 2,26 | 486      |
| Antanhol                  | 24,31 | 28,70 | 16,79 | 7,64  | 9,90 | 2,38 | 1,13 | 798      |
| Antuzede                  | 21,93 | 34,20 | 11,23 | 13,30 | 6,04 | 1,55 | 0,69 | 579      |
| Arzila                    | 12,54 | 44,65 | 11,93 | 17,13 | 4,59 | 0,92 | 2,14 | 327      |
| Assafarge                 | 24,54 | 30,50 | 15,83 | 9,75  | 7,00 | 0,57 | 0,57 | 872      |
| Botão                     | 21,08 | 47,78 | 7,74  | 5,61  | 4,84 | 0,58 | 1,35 | 517      |
| Brasfemes                 | 20,43 | 33,00 | 12,00 | 11,57 | 4,43 | 0,71 | 1,43 | 700      |
| Castelo Viegas            | 23,85 | 29,11 | 12,50 | 16,78 | 2,47 | 0,82 | 1,81 | 608      |
| Ceira                     | 28,23 | 29,80 | 12,91 | 10,18 | 7,45 | 1,82 | 1,57 | 1 208    |
| Cernache                  | 21,58 | 33,07 | 14,63 | 12,58 | 5,05 | 1,24 | 1,68 | 1 367    |
| Coimbra - Almedina        | 34,38 | 19,85 | 10,66 | 18,38 | 7,35 | 2,21 | 0,37 | 544      |
| Coimbra - Santa Cruz      | 29,24 | 28,39 | 15,41 | 11,39 | 6,79 | 1,59 | 0,89 | 2 459    |
| Coimbra - São Bartolomeu  | 27,89 | 26,76 | 18,31 | 10,70 | 5,35 | 0,56 | 0,56 | 355      |
| Coimbra - Sé Nova         | 39,12 | 17,01 | 14,68 | 9,10  | 9,14 | 2,91 | 0,34 | 3 262    |
| Eiras                     | 24,28 | 28,16 | 17,18 | 12,19 | 6,91 | 1,81 | 1,19 | 3 864    |
| Lamarosa                  | 27,35 | 31,84 | 14,10 | 10,26 | 4,49 | 0,21 | 1,50 | 468      |
| Ribeira de Frades         | 20,92 | 43,23 | 10,92 | 10,92 | 2,46 | 0,77 | 1,54 | 650      |
| Santa Clara               | 29,26 | 24,18 | 16,37 | 10,72 | 7,00 | 2,03 | 1,21 | 3 544    |
| Santo António dos Olivais | 32,96 | 21,75 | 15,56 | 9,11  | 7,95 | 2,69 | 0,64 | 15 266   |
| São João do Campo         | 17,14 | 37,28 | 24,73 | 6,89  | 3,71 | 0,53 | 1,77 | 566      |
| São Martinho de Árvore    | 30,03 | 30,35 | 9,58  | 11,50 | 6,07 | 0,96 | 1,60 | 313      |
| São Martinho do Bispo     | 24,70 | 28,01 | 16,73 | 10,55 | 6,72 | 1,72 | 1,18 | 4 655    |
| São Paulo de Frades       | 22,99 | 29,49 | 15,23 | 13,12 | 7,02 | 0,91 | 1,83 | 1 753    |
| São Silvestre             | 22,27 | 34,70 | 13,95 | 11,37 | 5,39 | 0,94 | 1,29 | 853      |
| Souselas                  | 29,26 | 29,36 | 9,88  | 15,21 | 4,65 | 0,58 | 1,26 | 1 032    |
| Taveiro                   | 23,50 | 35,79 | 10,91 | 10,60 | 7,22 | 1,08 | 1,08 | 651      |
| Torre de Vilela           | 29,49 | 30,90 | 11,52 | 13,48 | 3,65 | 1,12 | 1,12 | 356      |
| Torres do Mondego         | 23,12 | 31,86 | 12,55 | 16,11 | 3,44 | 1,11 | 1,97 | 813      |
| Trouxemil                 | 19,42 | 35,32 | 10,64 | 16,26 | 6,67 | 0,35 | 1,52 | 855      |
| Vil de Matos              | 28,51 | 37,19 | 8,68  | 11,57 | 4,13 | 0,41 | 1,65 | 242      |
| Coimbra                   | 28,22 | 26,84 | 14,76 | 11,10 | 6,87 | 1,85 | 1,04 | 51 007   |

#### Almalaguês
| Partido                 | Partido                        | Votos | %               | +/-   |
| ----------------------- | ------------------------------ | ----- | --------------- | ----- |
|                         | Partido Socialista             | 323   | 30,94 / 100,00  | 25,60 |
|                         | Partido Social Democrata       | 247   | 23,66 / 100,00  | -     |
|                         | Bloco de Esquerda              | 142   | 13,60 / 100,00  | 7,84  |
|                         | Coligação Democrática Unitária | 133   | 12,74 / 100,00  | 6,35  |
|                         | Partido Popular                | 50    | 4,79 / 100,00   | -     |
|                         | PCTP/MRPP                      | 13    | 1,25 / 100,00   | 0,10  |
|                         | Outros                         | 42    | 4,02 / 100,00   |       |
| Votos Inválidos         | Votos Inválidos                | 94    | 9,01 / 100,00   | 5,66  |
| Total                   | Total                          | 1 044 | 100,00 / 100,00 |       |
| Eleitorado/Participação | Eleitorado/Participação        | 2 998 | 34,82 / 100,00  | 2,67  |

#### Ameal
| Partido                 | Partido                        | Votos | %               | +/-   |
| ----------------------- | ------------------------------ | ----- | --------------- | ----- |
|                         | Partido Socialista             | 189   | 38,89 / 100,00  | 21,76 |
|                         | Coligação Democrática Unitária | 102   | 20,99 / 100,00  | 6,19  |
|                         | Partido Social Democrata       | 72    | 14,81 / 100,00  | -     |
|                         | Bloco de Esquerda              | 55    | 11,32 / 100,00  | 8,43  |
|                         | Partido Popular                | 17    | 3,50 / 100,00   | -     |
|                         | PCTP/MRPP                      | 11    | 2,26 / 100,00   | 0,64  |
|                         | Outros                         | 10    | 2,06 / 100,00   |       |
| Votos Inválidos         | Votos Inválidos                | 30    | 6,17 / 100,00   | 1,84  |
| Total                   | Total                          | 486   | 100,00 / 100,00 |       |
| Eleitorado/Participação | Eleitorado/Participação        | 1 288 | 37,73 / 100,00  | 4,92  |

#### Antanhol
| Partido                 | Partido                        | Votos | %               | +/-   |
| ----------------------- | ------------------------------ | ----- | --------------- | ----- |
|                         | Partido Socialista             | 229   | 28,70 / 100,00  | 22,95 |
|                         | Partido Social Democrata       | 194   | 24,31 / 100,00  | -     |
|                         | Bloco de Esquerda              | 134   | 16,79 / 100,00  | 9,49  |
|                         | Partido Popular                | 79    | 9,90 / 100,00   | -     |
|                         | Coligação Democrática Unitária | 61    | 7,64 / 100,00   | 0,89  |
|                         | Movimento Esperança Portugal   | 19    | 2,38 / 100,00   | Novo  |
|                         | PCTP/MRPP                      | 9     | 1,13 / 100,00   | 0,03  |
|                         | Outros                         | 16    | 2,02 / 100,00   |       |
| Votos Inválidos         | Votos Inválidos                | 57    | 7,14 / 100,00   | 3,42  |
| Total                   | Total                          | 798   | 100,00 / 100,00 |       |
| Eleitorado/Participação | Eleitorado/Participação        | 2 033 | 39,25 / 100,00  | 0,14  |

#### Antuzede
| Partido                 | Partido                        | Votos | %               | +/-   |
| ----------------------- | ------------------------------ | ----- | --------------- | ----- |
|                         | Partido Socialista             | 198   | 34,20 / 100,00  | 25,12 |
|                         | Partido Social Democrata       | 127   | 21,93 / 100,00  | -     |
|                         | Coligação Democrática Unitária | 77    | 13,30 / 100,00  | 4,36  |
|                         | Bloco de Esquerda              | 65    | 11,23 / 100,00  | 6,48  |
|                         | Partido Popular                | 35    | 6,04 / 100,00   | -     |
|                         | Movimento Esperança Portugal   | 9     | 1,55 / 100,00   | Novo  |
|                         | Outros                         | 14    | 2,42 / 100,00   |       |
| Votos Inválidos         | Votos Inválidos                | 54    | 9,32 / 100,00   | 4,76  |
| Total                   | Total                          | 579   | 100,00 / 100,00 |       |
| Eleitorado/Participação | Eleitorado/Participação        | 2 176 | 26,61 / 100,00  | 0,75  |

#### Arzila
| Partido                 | Partido                        | Votos | %               | +/-   |
| ----------------------- | ------------------------------ | ----- | --------------- | ----- |
|                         | Partido Socialista             | 146   | 44,65 / 100,00  | 22,96 |
|                         | Coligação Democrática Unitária | 56    | 17,13 / 100,00  | 8,32  |
|                         | Partido Social Democrata       | 41    | 12,54 / 100,00  | -     |
|                         | Bloco de Esquerda              | 39    | 11,93 / 100,00  | 10,51 |
|                         | Partido Popular                | 15    | 4,59 / 100,00   | -     |
|                         | PCTP/MRPP                      | 7     | 2,14 / 100,00   | 0,70  |
|                         | Outros                         | 5     | 1,53 / 100,00   |       |
| Votos Inválidos         | Votos Inválidos                | 18    | 5,51 / 100,00   | 2,95  |
| Total                   | Total                          | 327   | 100,00 / 100,00 |       |
| Eleitorado/Participação | Eleitorado/Participação        | 837   | 39,07 / 100,00  | 2,98  |

#### Assafarge
| Partido                 | Partido                        | Votos | %               | +/-   |
| ----------------------- | ------------------------------ | ----- | --------------- | ----- |
|                         | Partido Socialista             | 266   | 30,50 / 100,00  | 17,35 |
|                         | Partido Social Democrata       | 214   | 24,54 / 100,00  | -     |
|                         | Bloco de Esquerda              | 138   | 15,83 / 100,00  | 8,14  |
|                         | Coligação Democrática Unitária | 85    | 9,75 / 100,00   | 1,28  |
|                         | Partido Popular                | 61    | 7,00 / 100,00   | -     |
|                         | Outros                         | 20    | 2,29 / 100,00   |       |
| Votos Inválidos         | Votos Inválidos                | 88    | 10,09 / 100,00  | 4,62  |
| Total                   | Total                          | 872   | 100,00 / 100,00 |       |
| Eleitorado/Participação | Eleitorado/Participação        | 2 128 | 40,98 / 100,00  | 0,57  |

#### Botão
| Partido                 | Partido                        | Votos | %               | +/-   |
| ----------------------- | ------------------------------ | ----- | --------------- | ----- |
|                         | Partido Socialista             | 247   | 47,78 / 100,00  | 16,78 |
|                         | Partido Social Democrata       | 109   | 21,08 / 100,00  | -     |
|                         | Bloco de Esquerda              | 40    | 7,74 / 100,00   | 4,40  |
|                         | Coligação Democrática Unitária | 29    | 5,61 / 100,00   | 0,14  |
|                         | Partido Popular                | 25    | 4,84 / 100,00   | -     |
|                         | PCTP/MRPP                      | 7     | 1,35 / 100,00   | 0,61  |
|                         | Outros                         | 12    | 2,32 / 100,00   |       |
| Votos Inválidos         | Votos Inválidos                | 48    | 9,29 / 100,00   | 4,66  |
| Total                   | Total                          | 517   | 100,00 / 100,00 |       |
| Eleitorado/Participação | Eleitorado/Participação        | 1 521 | 33,99 / 100,00  | 2,28  |

#### Brasfemes
| Partido                 | Partido                        | Votos | %               | +/-   |
| ----------------------- | ------------------------------ | ----- | --------------- | ----- |
|                         | Partido Socialista             | 231   | 33,00 / 100,00  | 24,46 |
|                         | Partido Social Democrata       | 143   | 20,43 / 100,00  | -     |
|                         | Bloco de Esquerda              | 84    | 12,00 / 100,00  | 6,86  |
|                         | Coligação Democrática Unitária | 81    | 11,57 / 100,00  | 1,78  |
|                         | Partido Popular                | 31    | 4,43 / 100,00   | -     |
|                         | PCTP/MRPP                      | 10    | 1,43 / 100,00   | 0,01  |
|                         | Partido da Terra               | 7     | 1,00 / 100,00   | 0,68  |
|                         | Outros                         | 23    | 3,28 / 100,00   |       |
| Votos Inválidos         | Votos Inválidos                | 90    | 12,86 / 100,00  | 8,69  |
| Total                   | Total                          | 700   | 100,00 / 100,00 |       |
| Eleitorado/Participação | Eleitorado/Participação        | 1 783 | 39,26 / 100,00  | 1,75  |

#### Castelo Viegas
| Partido                 | Partido                        | Votos | %               | +/-   |
| ----------------------- | ------------------------------ | ----- | --------------- | ----- |
|                         | Partido Socialista             | 177   | 29,11 / 100,00  | 23,64 |
|                         | Partido Social Democrata       | 145   | 23,85 / 100,00  | -     |
|                         | Coligação Democrática Unitária | 102   | 16,78 / 100,00  | 2,76  |
|                         | Bloco de Esquerda              | 76    | 12,50 / 100,00  | 8,33  |
|                         | Partido Popular                | 15    | 2,47 / 100,00   | -     |
|                         | PCTP/MRPP                      | 11    | 1,81 / 100,00   | 0,86  |
|                         | Outros                         | 16    | 2,63 / 100,00   |       |
| Votos Inválidos         | Votos Inválidos                | 66    | 10,86 / 100,00  | 7,19  |
| Total                   | Total                          | 608   | 100,00 / 100,00 |       |
| Eleitorado/Participação | Eleitorado/Participação        | 1 441 | 42,19 / 100,00  | 2,38  |

#### Ceira
| Partido                 | Partido                        | Votos | %               | +/-   |
| ----------------------- | ------------------------------ | ----- | --------------- | ----- |
|                         | Partido Socialista             | 360   | 29,80 / 100,00  | 24,38 |
|                         | Partido Social Democrata       | 341   | 28,23 / 100,00  | -     |
|                         | Bloco de Esquerda              | 156   | 12,91 / 100,00  | 7,89  |
|                         | Coligação Democrática Unitária | 123   | 10,18 / 100,00  | 2,05  |
|                         | Partido Popular                | 90    | 7,45 / 100,00   | -     |
|                         | Movimento Esperança Portugal   | 22    | 1,82 / 100,00   | Novo  |
|                         | PCTP/MRPP                      | 19    | 1,57 / 100,00   | 0,53  |
|                         | Outros                         | 18    | 1,49 / 100,00   |       |
| Votos Inválidos         | Votos Inválidos                | 79    | 6,54 / 100,00   | 3,04  |
| Total                   | Total                          | 1 208 | 100,00 / 100,00 |       |
| Eleitorado/Participação | Eleitorado/Participação        | 3 805 | 31,75 / 100,00  | 1,63  |

#### Cernache
| Partido                 | Partido                        | Votos | %               | +/-   |
| ----------------------- | ------------------------------ | ----- | --------------- | ----- |
|                         | Partido Socialista             | 452   | 33,07 / 100,00  | 26,22 |
|                         | Partido Social Democrata       | 295   | 21,58 / 100,00  | -     |
|                         | Bloco de Esquerda              | 200   | 14,63 / 100,00  | 11,25 |
|                         | Coligação Democrática Unitária | 172   | 12,58 / 100,00  | 3,36  |
|                         | Partido Popular                | 69    | 5,05 / 100,00   | -     |
|                         | PCTP/MRPP                      | 23    | 1,68 / 100,00   | 0,68  |
|                         | Movimento Esperança Portugal   | 17    | 1,24 / 100,00   | Novo  |
|                         | Outros                         | 32    | 2,35 / 100,00   |       |
| Votos Inválidos         | Votos Inválidos                | 107   | 7,82 / 100,00   | 3,60  |
| Total                   | Total                          | 1 367 | 100,00 / 100,00 |       |
| Eleitorado/Participação | Eleitorado/Participação        | 3 483 | 39,25 / 100,00  | 0,75  |

#### Coimbra - Almedina
| Partido                 | Partido                        | Votos | %               | +/-   |
| ----------------------- | ------------------------------ | ----- | --------------- | ----- |
|                         | Partido Social Democrata       | 187   | 34,38 / 100,00  | -     |
|                         | Partido Socialista             | 108   | 19,85 / 100,00  | 13,70 |
|                         | Coligação Democrática Unitária | 100   | 18,38 / 100,00  | 3,25  |
|                         | Bloco de Esquerda              | 58    | 10,66 / 100,00  | 4,25  |
|                         | Partido Popular                | 40    | 7,35 / 100,00   | -     |
|                         | Movimento Esperança Portugal   | 12    | 2,21 / 100,00   | Novo  |
|                         | Outros                         | 9     | 1,65 / 100,00   |       |
| Votos Inválidos         | Votos Inválidos                | 30    | 5,51 / 100,00   | 2,55  |
| Total                   | Total                          | 544   | 100,00 / 100,00 |       |
| Eleitorado/Participação | Eleitorado/Participação        | 1 328 | 40,96 / 100,00  | 1,32  |

#### Coimbra - Santa Cruz
| Partido                 | Partido                        | Votos | %               | +/-   |
| ----------------------- | ------------------------------ | ----- | --------------- | ----- |
|                         | Partido Social Democrata       | 719   | 29,24 / 100,00  | -     |
|                         | Partido Socialista             | 698   | 28,39 / 100,00  | 19,16 |
|                         | Bloco de Esquerda              | 379   | 15,41 / 100,00  | 8,31  |
|                         | Coligação Democrática Unitária | 280   | 11,39 / 100,00  | 2,40  |
|                         | Partido Popular                | 167   | 6,79 / 100,00   | -     |
|                         | Movimento Esperança Portugal   | 39    | 1,59 / 100,00   | Novo  |
|                         | Outros                         | 66    | 2,68 / 100,00   |       |
| Votos Inválidos         | Votos Inválidos                | 111   | 4,51 / 100,00   | 1,36  |
| Total                   | Total                          | 2 459 | 100,00 / 100,00 |       |
| Eleitorado/Participação | Eleitorado/Participação        | 6 338 | 38,80 / 100,00  | 1,74  |

#### Coimbra - São Bartolomeu
| Partido                 | Partido                        | Votos | %               | +/-   |
| ----------------------- | ------------------------------ | ----- | --------------- | ----- |
|                         | Partido Social Democrata       | 99    | 27,89 / 100,00  | -     |
|                         | Partido Socialista             | 95    | 26,76 / 100,00  | 19,72 |
|                         | Bloco de Esquerda              | 65    | 18,31 / 100,00  | 11,04 |
|                         | Coligação Democrática Unitária | 38    | 10,70 / 100,00  | 0,53  |
|                         | Partido Popular                | 19    | 5,35 / 100,00   | -     |
|                         | Partido Humanista              | 4     | 1,13 / 100,00   | 0,69  |
|                         | Outros                         | 11    | 3,09 / 100,00   |       |
| Votos Inválidos         | Votos Inválidos                | 24    | 6,77 / 100,00   | 2,59  |
| Total                   | Total                          | 355   | 100,00 / 100,00 |       |
| Eleitorado/Participação | Eleitorado/Participação        | 943   | 37,65 / 100,00  | 6,51  |

#### Coimbra - Sé Nova
| Partido                 | Partido                        | Votos | %               | +/-   |
| ----------------------- | ------------------------------ | ----- | --------------- | ----- |
|                         | Partido Social Democrata       | 1 276 | 39,12 / 100,00  | -     |
|                         | Partido Socialista             | 555   | 17,01 / 100,00  | 17,15 |
|                         | Bloco de Esquerda              | 479   | 14,68 / 100,00  | 5,00  |
|                         | Partido Popular                | 298   | 9,14 / 100,00   | -     |
|                         | Coligação Democrática Unitária | 297   | 9,10 / 100,00   | 0,58  |
|                         | Movimento Esperança Portugal   | 95    | 2,91 / 100,00   | Novo  |
|                         | Outros                         | 75    | 2,30 / 100,00   |       |
| Votos Inválidos         | Votos Inválidos                | 187   | 5,73 / 100,00   | 1,21  |
| Total                   | Total                          | 3 262 | 100,00 / 100,00 |       |
| Eleitorado/Participação | Eleitorado/Participação        | 6 757 | 48,28 / 100,00  | 0,69  |

#### Eiras
| Partido                 | Partido                        | Votos  | %               | +/-   |
| ----------------------- | ------------------------------ | ------ | --------------- | ----- |
|                         | Partido Socialista             | 1 088  | 28,16 / 100,00  | 22,11 |
|                         | Partido Social Democrata       | 938    | 24,28 / 100,00  | -     |
|                         | Bloco de Esquerda              | 664    | 17,18 / 100,00  | 10,09 |
|                         | Coligação Democrática Unitária | 471    | 12,19 / 100,00  | 1,08  |
|                         | Partido Popular                | 267    | 6,91 / 100,00   | -     |
|                         | Movimento Esperança Portugal   | 70     | 1,81 / 100,00   | Novo  |
|                         | PCTP/MRPP                      | 46     | 1,19 / 100,00   | 0,54  |
|                         | Outros                         | 78     | 2,01 / 100,00   |       |
| Votos Inválidos         | Votos Inválidos                | 242    | 6,26 / 100,00   | 2,43  |
| Total                   | Total                          | 3 864  | 100,00 / 100,00 |       |
| Eleitorado/Participação | Eleitorado/Participação        | 10 343 | 37,36 / 100,00  | 0,87  |

#### Lamarosa
| Partido                 | Partido                        | Votos | %               | +/-   |
| ----------------------- | ------------------------------ | ----- | --------------- | ----- |
|                         | Partido Socialista             | 149   | 31,84 / 100,00  | 18,84 |
|                         | Partido Social Democrata       | 128   | 27,35 / 100,00  | -     |
|                         | Bloco de Esquerda              | 66    | 14,10 / 100,00  | 8,92  |
|                         | Coligação Democrática Unitária | 48    | 10,26 / 100,00  | 2,90  |
|                         | Partido Popular                | 21    | 4,49 / 100,00   | -     |
|                         | PCTP/MRPP                      | 7     | 1,50 / 100,00   | 0,96  |
|                         | Outros                         | 9     | 1,92 / 100,00   |       |
| Votos Inválidos         | Votos Inválidos                | 40    | 8,55 / 100,00   | 5,29  |
| Total                   | Total                          | 468   | 100,00 / 100,00 |       |
| Eleitorado/Participação | Eleitorado/Participação        | 1 977 | 23,67 / 100,00  | 3,06  |

#### Ribeira de Frades
| Partido                 | Partido                        | Votos | %               | +/-   |
| ----------------------- | ------------------------------ | ----- | --------------- | ----- |
|                         | Partido Socialista             | 281   | 43,23 / 100,00  | 22,49 |
|                         | Partido Social Democrata       | 136   | 20,92 / 100,00  | -     |
|                         | Bloco de Esquerda              | 71    | 10,92 / 100,00  | 6,74  |
|                         | Coligação Democrática Unitária | 71    | 10,92 / 100,00  | 2,28  |
|                         | Partido Popular                | 16    | 2,46 / 100,00   | -     |
|                         | PCTP/MRPP                      | 10    | 1,54 / 100,00   | 0,46  |
|                         | Outros                         | 20    | 3,08 / 100,00   |       |
| Votos Inválidos         | Votos Inválidos                | 45    | 6,92 / 100,00   | 3,55  |
| Total                   | Total                          | 650   | 100,00 / 100,00 |       |
| Eleitorado/Participação | Eleitorado/Participação        | 1 696 | 38,33 / 100,00  | 4,83  |

#### Santa Clara
| Partido                 | Partido                        | Votos | %               | +/-   |
| ----------------------- | ------------------------------ | ----- | --------------- | ----- |
|                         | Partido Social Democrata       | 1 037 | 29,26 / 100,00  | -     |
|                         | Partido Socialista             | 857   | 24,18 / 100,00  | 23,60 |
|                         | Bloco de Esquerda              | 580   | 16,37 / 100,00  | 8,76  |
|                         | Coligação Democrática Unitária | 380   | 10,72 / 100,00  | 3,32  |
|                         | Partido Popular                | 248   | 7,00 / 100,00   | -     |
|                         | Movimento Esperança Portugal   | 72    | 2,03 / 100,00   | Novo  |
|                         | PCTP/MRPP                      | 43    | 1,21 / 100,00   | 0,34  |
|                         | Outros                         | 86    | 2,43 / 100,00   |       |
| Votos Inválidos         | Votos Inválidos                | 241   | 6,80 / 100,00   | 2,13  |
| Total                   | Total                          | 3 544 | 100,00 / 100,00 |       |
| Eleitorado/Participação | Eleitorado/Participação        | 8 737 | 40,56 / 100,00  | 1,72  |

#### Santo António dos Olivais
| Partido                 | Partido                        | Votos  | %               | +/-   |
| ----------------------- | ------------------------------ | ------ | --------------- | ----- |
|                         | Partido Social Democrata       | 5 031  | 32,96 / 100,00  | -     |
|                         | Partido Socialista             | 3 320  | 21,75 / 100,00  | 21,39 |
|                         | Bloco de Esquerda              | 2 376  | 15,56 / 100,00  | 6,16  |
|                         | Coligação Democrática Unitária | 1 391  | 9,11 / 100,00   | 1,39  |
|                         | Partido Popular                | 1 214  | 7,95 / 100,00   | -     |
|                         | Movimento Esperança Portugal   | 411    | 2,69 / 100,00   | Novo  |
|                         | Outros                         | 391    | 2,57 / 100,00   |       |
| Votos Inválidos         | Votos Inválidos                | 1 132  | 7,41 / 100,00   | 3,13  |
| Total                   | Total                          | 15 266 | 100,00 / 100,00 |       |
| Eleitorado/Participação | Eleitorado/Participação        | 33 165 | 46,03 / 100,00  | 0,17  |

#### São João do Campo
| Partido                 | Partido                        | Votos | %               | +/-   |
| ----------------------- | ------------------------------ | ----- | --------------- | ----- |
|                         | Partido Socialista             | 211   | 37,28 / 100,00  | 15,59 |
|                         | Coligação Democrática Unitária | 140   | 24,73 / 100,00  | 8,64  |
|                         | Partido Social Democrata       | 97    | 17,14 / 100,00  | -     |
|                         | Bloco de Esquerda              | 39    | 6,89 / 100,00   | 2,68  |
|                         | Partido Popular                | 21    | 3,71 / 100,00   | -     |
|                         | PCTP/MRPP                      | 10    | 1,77 / 100,00   | 1,49  |
|                         | Outros                         | 14    | 2,48 / 100,00   |       |
| Votos Inválidos         | Votos Inválidos                | 34    | 6,01 / 100,00   | 1,80  |
| Total                   | Total                          | 566   | 100,00 / 100,00 |       |
| Eleitorado/Participação | Eleitorado/Participação        | 2 003 | 28,26 / 100,00  | 1,96  |

#### São Martinho de Árvore
| Partido                 | Partido                        | Votos | %               | +/-   |
| ----------------------- | ------------------------------ | ----- | --------------- | ----- |
|                         | Partido Socialista             | 95    | 30,58 / 100,00  | 20,88 |
|                         | Partido Social Democrata       | 94    | 30,03 / 100,00  | -     |
|                         | Coligação Democrática Unitária | 36    | 11,50 / 100,00  | 2,29  |
|                         | Bloco de Esquerda              | 30    | 9,58 / 100,00   | 4,98  |
|                         | Partido Popular                | 19    | 6,07 / 100,00   | -     |
|                         | PCTP/MRPP                      | 5     | 1,60 / 100,00   | 0,34  |
|                         | Outros                         | 6     | 1,92 / 100,00   |       |
| Votos Inválidos         | Votos Inválidos                | 28    | 8,95 / 100,00   | 1,83  |
| Total                   | Total                          | 313   | 100,00 / 100,00 |       |
| Eleitorado/Participação | Eleitorado/Participação        | 899   | 34,82 / 100,00  | 5,92  |

#### São Martinho do Bispo
| Partido                 | Partido                        | Votos  | %               | +/-   |
| ----------------------- | ------------------------------ | ------ | --------------- | ----- |
|                         | Partido Socialista             | 1 304  | 28,01 / 100,00  | 26,98 |
|                         | Partido Social Democrata       | 1 150  | 24,70 / 100,00  | -     |
|                         | Bloco de Esquerda              | 779    | 16,73 / 100,00  | 10,32 |
|                         | Coligação Democrática Unitária | 491    | 10,55 / 100,00  | 2,43  |
|                         | Partido Popular                | 313    | 6,72 / 100,00   | -     |
|                         | Movimento Esperança Portugal   | 80     | 1,72 / 100,00   | Novo  |
|                         | PCTP/MRPP                      | 55     | 1,18 / 100,00   | 0,33  |
|                         | Outros                         | 104    | 2,25 / 100,00   |       |
| Votos Inválidos         | Votos Inválidos                | 379    | 8,15 / 100,00   | 4,56  |
| Total                   | Total                          | 4 655  | 100,00 / 100,00 |       |
| Eleitorado/Participação | Eleitorado/Participação        | 12 423 | 37,47 / 100,00  | 2,25  |

#### São Paulo de Frades
| Partido                 | Partido                        | Votos | %               | +/-   |
| ----------------------- | ------------------------------ | ----- | --------------- | ----- |
|                         | Partido Socialista             | 517   | 29,49 / 100,00  | 24,61 |
|                         | Partido Social Democrata       | 403   | 22,99 / 100,00  | -     |
|                         | Bloco de Esquerda              | 267   | 15,23 / 100,00  | 9,07  |
|                         | Coligação Democrática Unitária | 230   | 13,12 / 100,00  | 4,12  |
|                         | Partido Popular                | 123   | 7,02 / 100,00   | -     |
|                         | PCTP/MRPP                      | 32    | 1,83 / 100,00   | 0,84  |
|                         | Outros                         | 56    | 3,19 / 100,00   |       |
| Votos Inválidos         | Votos Inválidos                | 125   | 7,13 / 100,00   | 3,43  |
| Total                   | Total                          | 1 753 | 100,00 / 100,00 |       |
| Eleitorado/Participação | Eleitorado/Participação        | 4 448 | 39,41 / 100,00  | 0,66  |

#### São Silvestre
| Partido                 | Partido                        | Votos | %               | +/-   |
| ----------------------- | ------------------------------ | ----- | --------------- | ----- |
|                         | Partido Socialista             | 296   | 34,70 / 100,00  | 26,64 |
|                         | Partido Social Democrata       | 190   | 22,27 / 100,00  | -     |
|                         | Bloco de Esquerda              | 119   | 13,95 / 100,00  | 9,61  |
|                         | Coligação Democrática Unitária | 97    | 11,37 / 100,00  | 4,65  |
|                         | Partido Popular                | 46    | 5,39 / 100,00   | -     |
|                         | PCTP/MRPP                      | 11    | 1,29 / 100,00   | 0,17  |
|                         | Outros                         | 26    | 3,04 / 100,00   |       |
| Votos Inválidos         | Votos Inválidos                | 68    | 7,98 / 100,00   | 5,04  |
| Total                   | Total                          | 853   | 100,00 / 100,00 |       |
| Eleitorado/Participação | Eleitorado/Participação        | 2 617 | 32,59 / 100,00  | 4,44  |

#### Souselas
| Partido                 | Partido                        | Votos | %               | +/-   |
| ----------------------- | ------------------------------ | ----- | --------------- | ----- |
|                         | Partido Socialista             | 303   | 29,36 / 100,00  | 23,76 |
|                         | Partido Social Democrata       | 302   | 29,26 / 100,00  | -     |
|                         | Coligação Democrática Unitária | 157   | 15,21 / 100,00  | 2,53  |
|                         | Bloco de Esquerda              | 102   | 9,88 / 100,00   | 7,39  |
|                         | Partido Popular                | 48    | 4,65 / 100,00   | -     |
|                         | PCTP/MRPP                      | 13    | 1,26 / 100,00   | 0,40  |
|                         | Outros                         | 32    | 3,09 / 100,00   |       |
| Votos Inválidos         | Votos Inválidos                | 75    | 7,27 / 100,00   | 3,63  |
| Total                   | Total                          | 1 032 | 100,00 / 100,00 |       |
| Eleitorado/Participação | Eleitorado/Participação        | 2 968 | 34,77 / 100,00  | 1,38  |

#### Taveiro
| Partido                 | Partido                        | Votos | %               | +/-   |
| ----------------------- | ------------------------------ | ----- | --------------- | ----- |
|                         | Partido Socialista             | 233   | 35,79 / 100,00  | 21,22 |
|                         | Partido Social Democrata       | 153   | 23,50 / 100,00  | -     |
|                         | Bloco de Esquerda              | 71    | 10,91 / 100,00  | 5,77  |
|                         | Coligação Democrática Unitária | 69    | 10,60 / 100,00  | 2,97  |
|                         | Partido Popular                | 47    | 7,22 / 100,00   | -     |
|                         | Movimento Esperança Portugal   | 7     | 1,08 / 100,00   | Novo  |
|                         | PCTP/MRPP                      | 7     | 1,08 / 100,00   | 0,17  |
|                         | Outros                         | 17    | 2,60 / 100,00   |       |
| Votos Inválidos         | Votos Inválidos                | 47    | 7,22 / 100,00   | 1,46  |
| Total                   | Total                          | 651   | 100,00 / 100,00 |       |
| Eleitorado/Participação | Eleitorado/Participação        | 1 730 | 37,63 / 100,00  | 1,37  |

#### Torre de Vilela
| Partido                 | Partido                        | Votos | %               | +/-   |
| ----------------------- | ------------------------------ | ----- | --------------- | ----- |
|                         | Partido Socialista             | 110   | 30,90 / 100,00  | 21,78 |
|                         | Partido Social Democrata       | 105   | 29,49 / 100,00  | -     |
|                         | Coligação Democrática Unitária | 48    | 13,48 / 100,00  | 3,08  |
|                         | Bloco de Esquerda              | 41    | 11,52 / 100,00  | 5,14  |
|                         | Partido Popular                | 13    | 3,65 / 100,00   | -     |
|                         | Movimento Esperança Portugal   | 4     | 1,12 / 100,00   | Novo  |
|                         | PCTP/MRPP                      | 4     | 1,12 / 100,00   | 0,45  |
|                         | Outros                         | 12    | 3,36 / 100,00   |       |
| Votos Inválidos         | Votos Inválidos                | 19    | 5,33 / 100,00   | 1,30  |
| Total                   | Total                          | 356   | 100,00 / 100,00 |       |
| Eleitorado/Participação | Eleitorado/Participação        | 1 009 | 35,28 / 100,00  | 2,17  |

#### Torres do Mondego
| Partido                 | Partido                        | Votos | %               | +/-   |
| ----------------------- | ------------------------------ | ----- | --------------- | ----- |
|                         | Partido Socialista             | 259   | 31,86 / 100,00  | 22,37 |
|                         | Partido Social Democrata       | 188   | 23,12 / 100,00  | -     |
|                         | Coligação Democrática Unitária | 131   | 16,11 / 100,00  | 3,32  |
|                         | Bloco de Esquerda              | 102   | 12,55 / 100,00  | 7,50  |
|                         | Partido Popular                | 28    | 3,44 / 100,00   | -     |
|                         | PCTP/MRPP                      | 16    | 1,97 / 100,00   | 0,29  |
|                         | Movimento Esperança Portugal   | 9     | 1,11 / 100,00   | Novo  |
|                         | Outros                         | 17    | 2,10 / 100,00   |       |
| Votos Inválidos         | Votos Inválidos                | 63    | 7,75 / 100,00   | 4,35  |
| Total                   | Total                          | 813   | 100,00 / 100,00 |       |
| Eleitorado/Participação | Eleitorado/Participação        | 2 286 | 35,56 / 100,00  | 2,63  |

#### Trouxemil
| Partido                 | Partido                        | Votos | %               | +/-   |
| ----------------------- | ------------------------------ | ----- | --------------- | ----- |
|                         | Partido Socialista             | 302   | 35,32 / 100,00  | 22,51 |
|                         | Partido Social Democrata       | 166   | 19,42 / 100,00  | -     |
|                         | Coligação Democrática Unitária | 139   | 16,26 / 100,00  | 6,14  |
|                         | Bloco de Esquerda              | 91    | 10,64 / 100,00  | 7,63  |
|                         | Partido Popular                | 57    | 6,67 / 100,00   | -     |
|                         | PCTP/MRPP                      | 13    | 1,52 / 100,00   | 0,17  |
|                         | Outros                         | 25    | 2,93 / 100,00   |       |
| Votos Inválidos         | Votos Inválidos                | 62    | 7,25 / 100,00   | 2,07  |
| Total                   | Total                          | 855   | 100,00 / 100,00 |       |
| Eleitorado/Participação | Eleitorado/Participação        | 2 644 | 32,34 / 100,00  | 0,18  |

#### Vil de Matos
| Partido                 | Partido                        | Votos | %               | +/-   |
| ----------------------- | ------------------------------ | ----- | --------------- | ----- |
|                         | Partido Socialista             | 90    | 37,19 / 100,00  | 20,20 |
|                         | Partido Social Democrata       | 69    | 28,51 / 100,00  | -     |
|                         | Coligação Democrática Unitária | 28    | 11,57 / 100,00  | 8,09  |
|                         | Bloco de Esquerda              | 21    | 8,68 / 100,00   | 5,64  |
|                         | Partido Popular                | 10    | 4,13 / 100,00   | -     |
|                         | PCTP/MRPP                      | 4     | 1,65 / 100,00   | 0,35  |
|                         | Partido da Terra               | 4     | 1,65 / 100,00   | 1,22  |
|                         | Movimento Mérito e Sociedade   | 3     | 1,24 / 100,00   | Novo  |
|                         | Outros                         | 1     | 0,41 / 100,00   |       |
| Votos Inválidos         | Votos Inválidos                | 12    | 4,96 / 100,00   | 2,36  |
| Total                   | Total                          | 242   | 100,00 / 100,00 |       |
| Eleitorado/Participação | Eleitorado/Participação        | 712   | 33,99 / 100,00  | 1,07  |